# Mroczkowa
Mroczkowa (deutsch Eckwertsheide) ist ein Ort in der Landgemeinde Skoroszyce im Powiat Nyski der Woiwodschaft Opole in Polen.

## Geographie
Das Straßendorf Mroczkowa liegt etwa drei Kilometer südwestlich von Skoroszyce, etwa 17 Kilometer nördlich von Nysa (Neisse), 50 Kilometer südwestlich Opole (Opole) in der Nizina Śląska (Schlesische Tiefebene). Durch den Ort fließt der Młynówka (Mühlgraben), ein linker Zufluss der Glatzer Neiße. Östlich des Dorfes verläuft die Bahnstrecke Nysa–Brzeg.
Nachbarorte von Mroczkowa sind im Norden Czarnolas (Petersheide), im Nordosten Skoroszyce (Friedewald) und im Südosten Makowice (Mogwitz).

## Geschichte

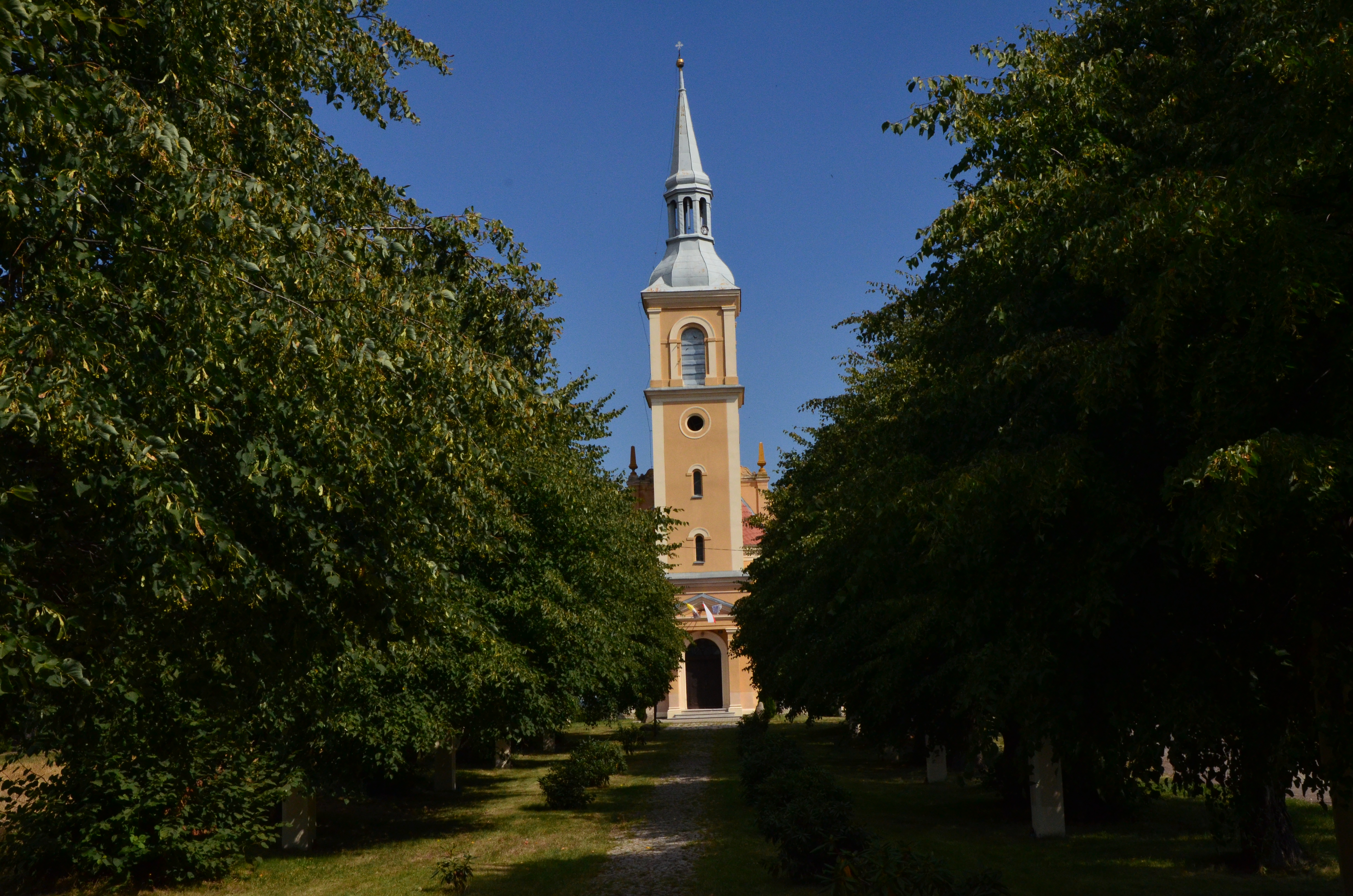
Mariahilfkirche

In dem Werk Liber fundationis episcopatus Vratislaviensis aus den Jahren 1295–1305 wird der Ort erstmals als Ekebrechczsheyde erwähnt. 1372 erfolgte eine Erwähnung als Ekkebrechsheyde.
Nach dem Ersten Schlesischen Krieg 1742 fiel Eckwertsheide mit dem größten Teil Schlesiens an Preußen.
Nach der Neuorganisation der Provinz Schlesien gehörte die Landgemeinde Eckwertsheide ab 1816 zum Landkreis Grottkau im Regierungsbezirk Oppeln. 1845 bestanden im Dorf eine katholische Wallfahrtskapelle, eine Brauerei, ein Wirtshaus, eine Mühle sowie 34 weitere Häuser. Im gleichen Jahr lebten in Eckwertsheide 210 Menschen, davon zwei evangelisch. 1855 lebten 288 Menschen in Eckwertsheide. 1865 bestanden im Ort 22 Gärtner- und 10 Häuslerstellen. Eingeschult waren die Bewohner nach Petersheide. 1874 wurde der Amtsbezirk Petersheide gegründet, welcher aus den Landgemeinden  Eckwertsheide, Königswalde, Petersheide und Schönheide und den Gutsbezirken Eckwertsheide, Petersheide Borkert, Petersheide Laqua und Schönheide bestand. 1885 zählte Eckwertsheide 230 Einwohner.
1933 lebten in Eckwertsheide 215 sowie 1939 207 Menschen. Bis Kriegsende 1945 gehörte der Ort zum Landkreis Grottkau.
Als Folge des Zweiten Weltkriegs fiel Eckwertsheide 1945 wie der größte Teil Schlesiens unter polnische Verwaltung. Nachfolgend wurde es in Mroczkowa umbenannt und der Woiwodschaft Schlesien angeschlossen. Die deutsche Bevölkerung wurde weitgehend vertrieben. 1950 wurde es der Woiwodschaft Oppeln eingegliedert. 1999 kam der Ort zum wiedergegründeten Powiat Nyski. 2011 lebten 215 Menschen im Ort.

## Sehenswürdigkeiten
- Die römisch-katholische Mariahilfkirche (poln. Kościół Matki Bożej Wspomożenia Wiernych) ist eine Wallfahrtskirche und wurde 1824 erbaut.[9]
- Dorfteich